# Jörgen Schmidt-Voigt
Jörgen Schmidt-Voigt (* 13. April 1917 in Frankfurt am Main; † 16. Juli 2004) war ein deutscher Arzt und Ikonensammler.

## Tätigkeit als Arzt
Er wurde in den 1930er Jahren zunächst Mitglied der Hitlerjugend und später auch der NSDAP. Nach dem Abitur 1936 studierte er Medizin und promovierte mit der Arbeit „Die Entwicklungsbeschleunigung der heutigen Jugend“. Bereits 1940 wurde er Gebietsarzt für Hessen-Nassau. Wie Richard Hey in seinen Erinnerungen beschreibt, wirkte „Jörgen“ in dieser Funktion im Geheimen gegen das damalige Unterdrückungssystem (. Im März 1941 wurde er approbiert und kurze Zeit später fand das Kolloquium zur Erlangung seiner medizinischen Doktorwürde statt. Die Ausbildung zum Facharzt für Innere Medizin absolvierte er in seinem Geburtsort Frankfurt. Von 1943 bis 1954 war er Leiter des Kinderlandverschickungs-Hilfskrankenhauses (KLV) Eppstein. 1948 wurde er im Rahmen der Entnazifizierung als Mitläufer eingestuft. Das Hilfskrankenhaus in Eppstein wurde unter seiner Leitung weiterentwickelt und wurde schließlich ein allgemeines Krankenhaus. Nach Schließung dieses Krankenhauses wurde er 1970 Chefarzt der Inneren Abteilung des Kreiskrankenhauses in Bad Soden am Taunus.
Als Herzspezialist behandelte er unter anderem Leonid Breschnew und Jurij Andropow. Dafür wurde er mit zahlreichen Ikonen beschenkt. 1982 ging er in den Ruhestand.

## Ikonensammler
Schmidt-Voigt baute im Laufe von mehreren Jahrzehnten eine namhafte Ikonensammlung auf mit Arbeiten, die aus 16. bis 19. Jahrhundert stammten. Seine Sammlung brachte er in eine Stiftung D. Schmidt-Voigt ein, die er 1988 der Stadt Frankfurt am Main schenkte. Diese Sammlung ist heute Grundstock und Hauptbestandteil des Ikonenmuseums Stiftung Dr. Schmidt-Voigt in Frankfurt, einem Museum für sakrale Kunst des orthodoxen Christentums. Es befindet sich im Barockbau des Deutschordenshauses und bildet den östlichen Abschluss des Museumsufers.

## Ehrungen
- 1964 Bundesärztekammer: Ernst-von-Bergmann-Plakette
- 1964 Wischnewski-Plakette (Moskau)
- 1970 Bundesverdienstkreuz Erster Klasse
- 1982 Ehrenplakette der Landesärztekammer Hessen
- 1988 Goetheplakette der Stadt Frankfurt am Main
- 1989 Dr.-Gerhard-Ritter-Medaille des Kraftfahrverbands Deutscher Ärzte.[1]

## Schriften
- Das Gesicht des Herzkranken. Eine Sammlung physiognomischer Leitbilder zur Aspekt-Diagnose cardio-vasculärer Erkrankungen. Editio Cantor 1958.
- Russische Ikonenmalerei und Medizin. Thiemig, München 1980.
- Der Herzanfall Diagnostik und Therapie in der Praxis. J. F. Lehmann, 1982
- Die ambulante Herzuntersuchung. Kardiologische Basisdiagnostik für die Praxis. Springer-Verlag, Berlin 1982
- Erhöhter Blutdruck. Erscheinungsformen, Bedeutung, Behandlungsmöglichkeiten. Springer-Verlag, Berlin 1984